# Homophylax flavipennis
Homophylax flavipennis là một loài Trichoptera trong họ Limnephilidae. Chúng phân bố ở miền Tân bắc.